# Arachnura feredayi
Arachnura feredayi là một loài nhện trong họ Araneidae.
Loài này thuộc chi Arachnura. Arachnura feredayi được Ludwig Carl Christian Koch miêu tả năm 1872.